# アンドリュー・A・ハンフリーズ
アンドリュー・アトキンソン・ハンフリーズ（Andrew Atkinson Humphreys、1810年11月2日-1883年12月27日）は、アメリカ陸軍の職業軍人、土木技師であり、南北戦争の時は北軍の将軍だった。ポトマック軍では師団長、参謀長および軍団長など上級職を務め、アメリカ陸軍の技師長となった。

## 初期の経歴
ハンフリーズはペンシルベニア州フィラデルフィアで、造船工学に著名な家系に生まれた。その祖父、ジョシュアは「オールド・アイアンサイズ」という愛称で呼ばれたフリゲート艦USSコンスティチューションを設計した。ハンフリーズはナザレス・ホール（現在のモラビア大学および神学校の前身）を卒業し、その後1831年に陸軍士官学校を卒業し、それからの30年間の大半を陸軍の土木技師として仕えた。セミノール戦争では砲兵として参戦した。その任務の大半にはミシシッピ川デルタの地形学的および水文学的調査が含まれた。

## 南北戦争

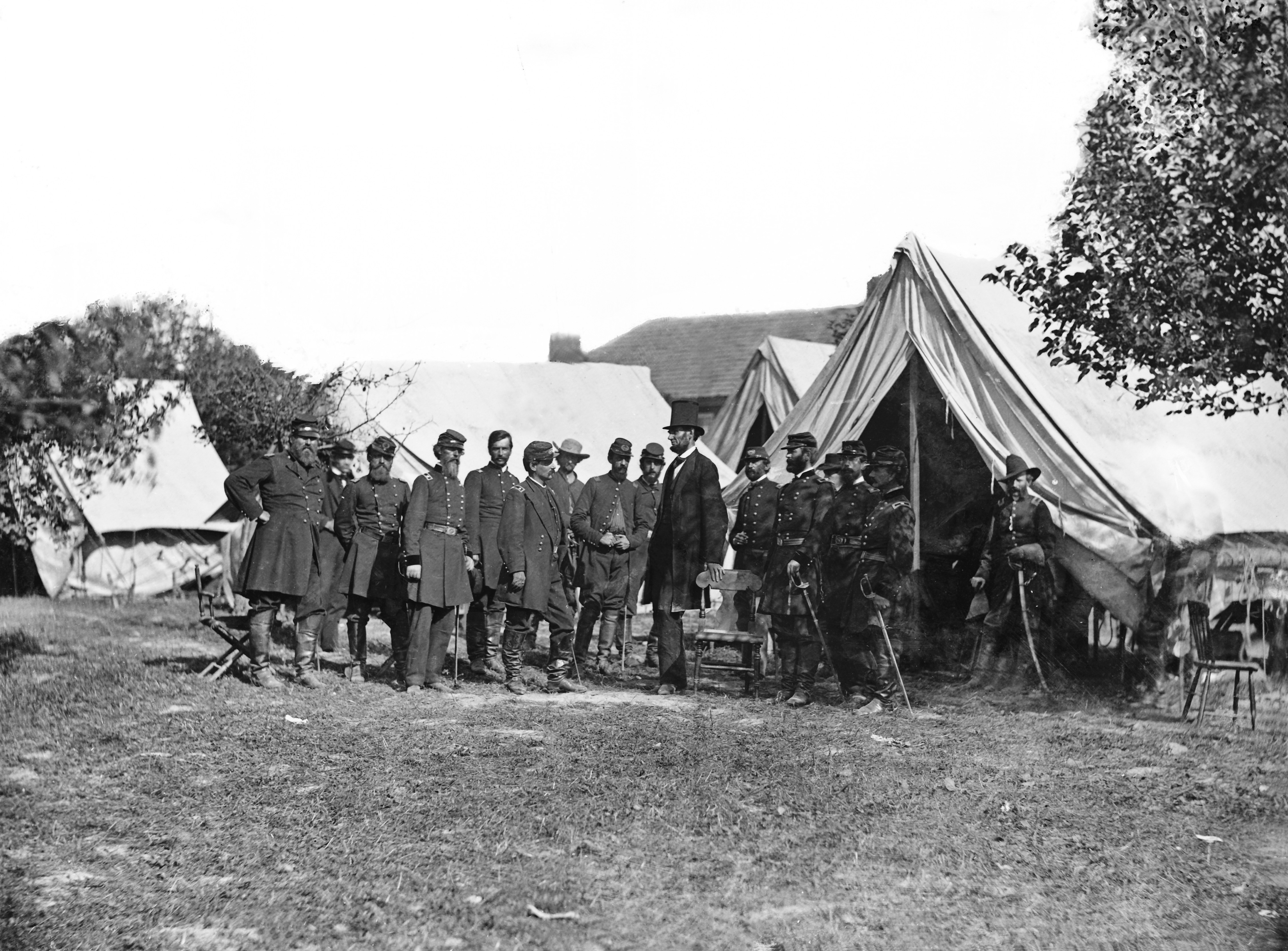
アンティータムの戦い後にエイブラハム・リンカーン大統領を戦場に迎えた写真。ハンフリーズは右から2人目

南北戦争が始まった後、ハンフリーズは1861年8月6日付けで少佐に昇進し、ポトマック軍ジョージ・マクレラン少将の地形技師長になった。当初1862年3月まで、ワシントンD.C.の防衛計画に携わり、半島方面作戦ではマクレランに随行した。その後4月28日付けで准将に昇進し、9月12日にはポトマック軍第5軍団の新しい第3師団指揮を任された。アンティータムの戦いではこの師団は予備隊に留め置かれた。フレデリックスバーグの戦いでは、メアリーズ高地からの激しい南軍の砲撃の中をその師団が最も前にまで前進することができた。その軍団長であるダニエル・バターフィールド准将は、「私の軍団の師団長達、ジョージ・サイクス、ハンフリーズおよびチャールズ・グリフィン各将軍によって示された兵士の質、勇敢さおよび活力について、私の称賛の気持ちをどのように表現してよいかわからないくらいだ。」と記した。ハンフリーズは戦闘経験がほとんど無い士官だったが、その自らの勇敢さで部下達に印象を与えた。歴史家のラリー・タッグは次のように書いた。
ハンフリーズは銃火の下の勇敢さで部下に尊敬されたが、部下に好かれているという訳ではなかった。ハンフリーズは50代半ばであり、部下はその比較的若々しい外観にも拘らず老人とみなした。その渾名は眼鏡を着けていたので「年取ったギョロ目」だった。厳しい教師であり、厳格に躾を守らせる人だった。陸軍長官補チャールズ・A・ダナはハンフリーズのことを「傑出した素晴らしい不敬」と呼んだ。

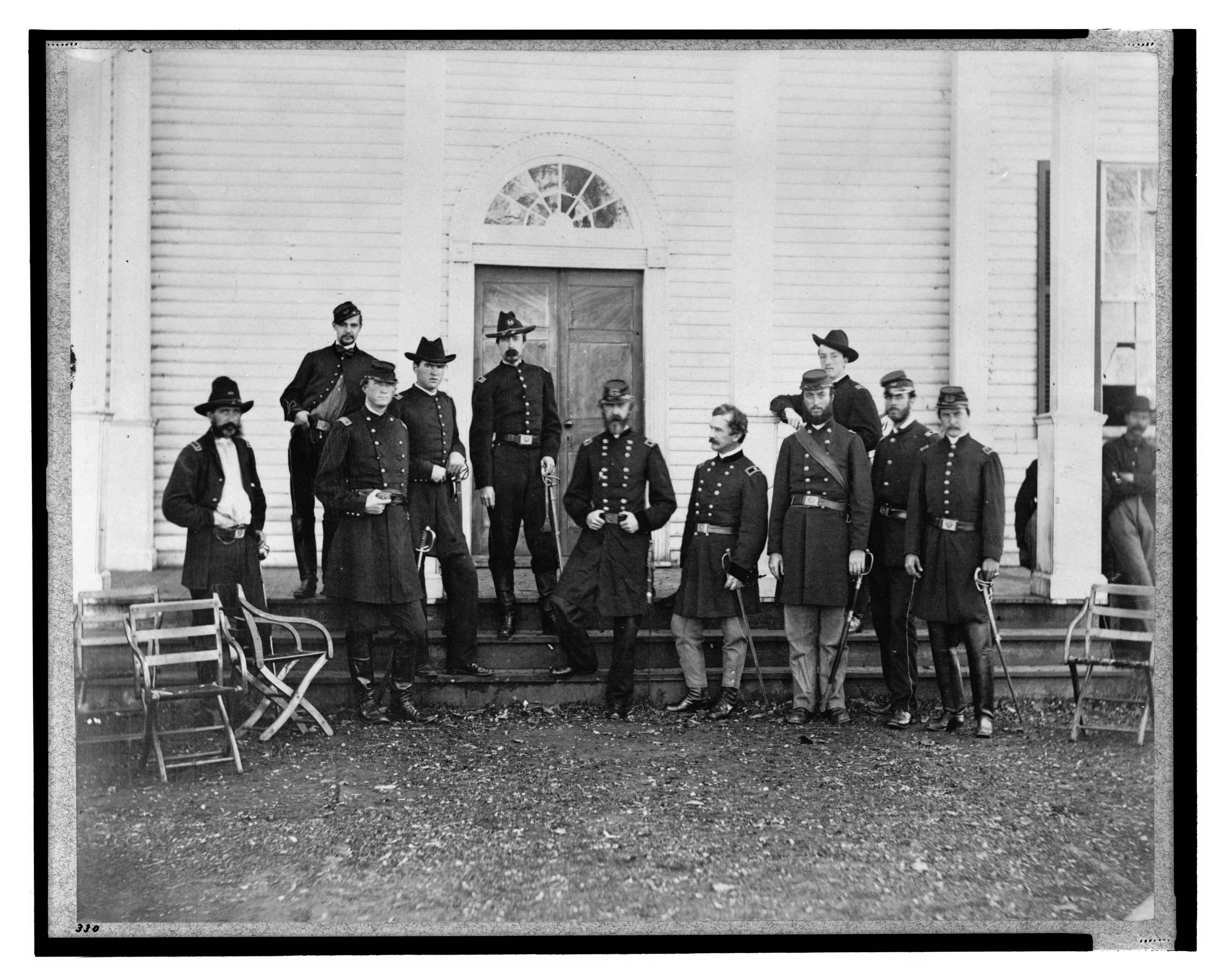
中央のジョージ・ミード少将の右がハンフリーズ、バージニア州カルペパーで、1863年

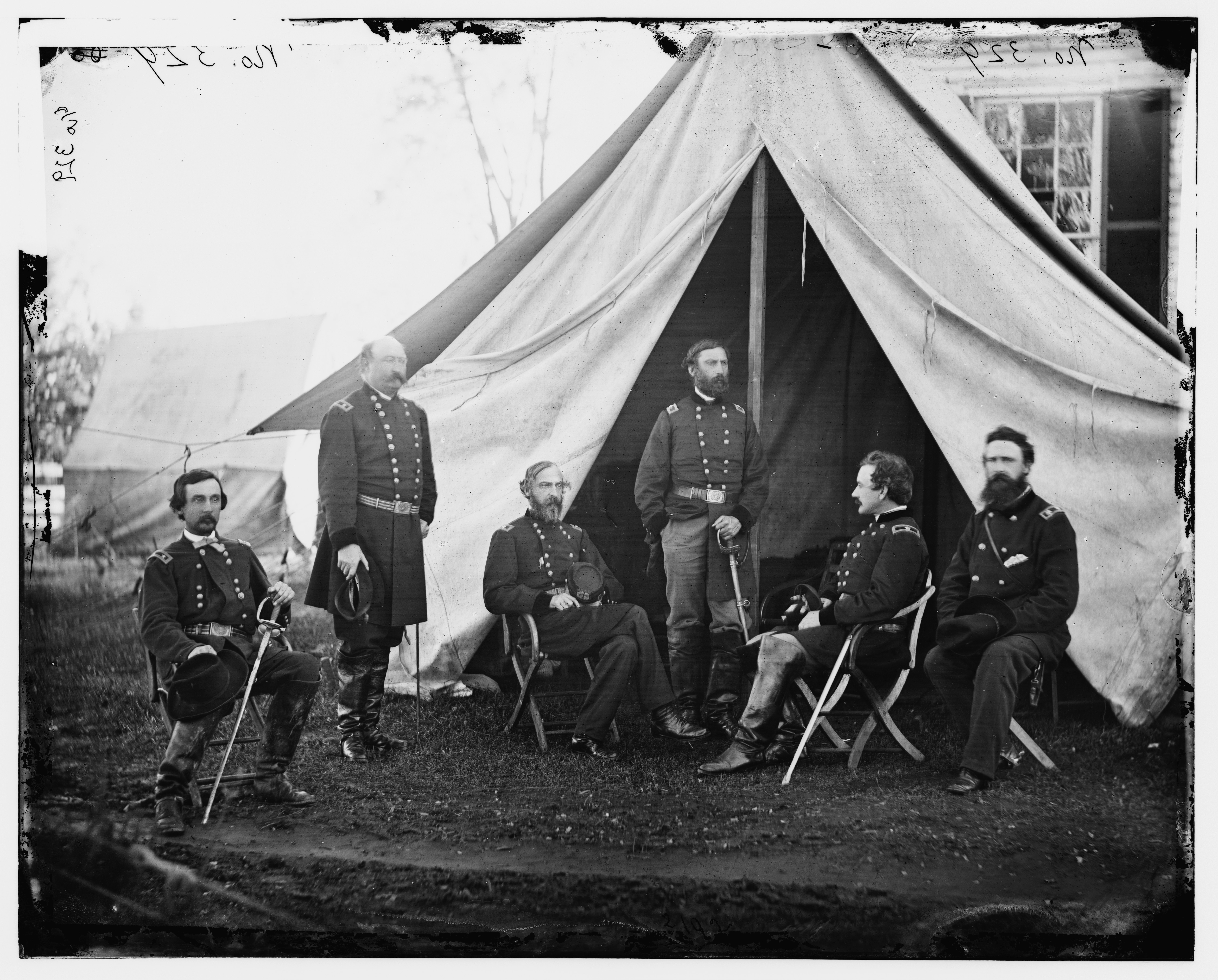
ポトマック軍指揮官達、右から2人目がハンフリーズ、1863年9月

チャンセラーズヴィルの戦いでは、ハンフリーズ師団の兵士達の大半がその徴兵期限が迫っていたことが大きな理由でほとんど活躍することが無かった。1863年5月23日、ハンフリーズはダニエル・シックルズ少将指揮下の第3軍団第2師団に転属となった。ゲティスバーグの戦い直前にジョージ・ミード少将がポトマック軍指揮官となったとき、ミードは前任者のジョセフ・フッカーに政治的に密接だったと考えられるダニエル・バターフィールド少将に代わって、ハンフリーズが参謀長になるよう要請した。ハンフリーズはその新しい師団指揮を執るためにこの機会を断った。その師団は1863年7月2日にゲティスバーグで直ぐに戦闘に関わった。このときシックルズは命令に逆らってそのセメタリーリッジに割り当てられた防御的陣地から軍団を動かした。ハンフリーズの新しい陣地はエミッツバーグ道路の上で南軍の攻撃路に直接突出した形となり、1個師団で守るには前線が長すぎた。南軍ラファイエット・マクローズ少将師団の攻撃を受け、ハンフリーズの2個旅団が壊滅した。シックルズはハンフリーズの予備旅団を退かせて最初に攻撃された隣接する師団（デイビッド・B・バーニー少将）を補強させた。ハンフリーズは期待された通りの最善を尽くし最終的にセメタリーリッジで残っていた部隊を立て直すことができたが、その師団と軍団全体は使える部隊ではなくなった。
ハンフリーズは1863年7月8日に志願兵の少将に昇進し、最終的にミードから要請のあった参謀長職を引き受けた。実際に指揮する師団がほとんど残っていなかった。ハンフリーズはその参謀長職を、その年秋のブリストー方面作戦とマイン・ラン方面作戦、さらに1864年のオーバーランド方面作戦とピーターズバーグ包囲戦で務めた。1864年11月、第2軍団長となり包囲戦の残り期間やアポマトックス方面作戦で南軍のロバート・E・リー将軍が降伏するまでその師団を率いた。1865年3月13日、「ゲティスバーグの戦いにおける勇敢で称賛に値する功績に対して」正規軍の名誉准将に昇進し、さらにリー軍撤退中のセイラーズクリークの戦いでの功績で少将に名誉昇進した。

## 戦後
戦後、ハンフリーズはペンシルベニア地区軍指揮官となった。1866年に恒久的准将と技師長になり、その職を退役する1879年6月30日まで続け、この期間、灯台やそのた工事計画に携わった。ハンフリーズは退役したあと哲学を勉強した。全米科学アカデミー設立者の一人にもなった。1867年に出版した『ミシシッピ川の地形と水力の報告書』で注目され、科学界で重きを置かれる者になった。戦争に関する個人的証言も書いており、1833年出版の『ゲティスバーグからラピダンまで』と『バージニア方面作戦、1864年と65年』がある。ハンフリーズはワシントンD.C.で死に、アメリカ合衆国議会墓地に埋葬されている。